# Resultados do Carnaval de Manaus em 2012
Resultados do Carnaval de Manaus em 2012. A vencedora do grupo especial foi a escola Reino Unido da Liberdade com o enredo, Um menino, um sonho, uma obra: o sonho de Dom Bosco virou realidade.

## Grupo Especial
| Colocação | Escola             | Pontuação | Enredo                                                                                             | Classificação ou Rebaixamento | Ref.  |
| --------- | ------------------ | --------- | -------------------------------------------------------------------------------------------------- | ----------------------------- | ----- |
| 1º        | Reino Unido        | 269,9     | Um menino, um sonho, uma obra - o amor de Dom Bosco virou realidade                                | Bicampeã do Carnaval 2012     | [ 1 ] |
| 2º        | Aparecida          | 269,4     | MMXII                                                                                              |                               | [ 1 ] |
| 3º        | Balaku Blaku       | 269,3     | Embriagados de alegria vamos ficar... com a cerveja mais gostosa é só comemorar                    |                               | [ 1 ] |
| 4º        | A Grande Família   | 269       | Quem Disse que o Mundo Vai Acabar? A Grande Família te Apresenta o Futuro...                       |                               | [ 1 ] |
| 5º        | Sem Compromisso    | 268,8     | A Saga Árabe no Amazonas - Uma História de Vitórias, Paz e Amor                                    |                               | [ 1 ] |
| 6º        | Vitória Régia      | 268,2     | Sambódromo: Santuário do Samba e das Festas Culturais                                              |                               | [ 1 ] |
| 7º        | Unidos do Alvorada | 267,9     | David Assayag: Numa Alvorada em Azul e Branco, Um Canto de Luz                                     |                               | [ 1 ] |
| 8º        | Coroado            | 265,9     | Manaus e suas Maravilhas                                                                           | Grupo de Acesso A em 2013     | [ 1 ] |
| 9º        | Dragões do Império | 0         | A Dragões do Império é show... a história e a magia do circo chegou, vamos sorrir, vamos gargalhar | Grupo de Acesso A em 2013     | [ 1 ] |

- A agremiação Dragões do Império foi desclassificada pela AGEESMA e teve seus pontos zerados por ter atrasado o início de seu desfile em mais de 50 minutos.

## Grupo de Acesso A
| Colocação | Escola                    | Pontuação | Enredo                                                             | Classificação ou Rebaixamento | Ref.  |
| --------- | ------------------------- | --------- | ------------------------------------------------------------------ | ----------------------------- | ----- |
| 1º        | Presidente Vargas         | 179,60    | Dona Flor                                                          | Grupo Especial em 2013        | [ 3 ] |
| 2º        | Andanças de Ciganos       | 179,20    | De janeiro a janeiro no calendário brasileiro                      |                               | [ 3 ] |
| 3º        | Império da Kamélia        | 178,6     | Chico da Silva e da Selva                                          |                               | [ 3 ] |
| 4º        | Acadêmicos da Cidade Alta | 178,10    | Júnior Rodrigues, o enredo que deu samba no fundo do nosso quintal |                               | [ 3 ] |
| 5º        | Primos da Ilha            | 177,7     | Primos da Ilha, Luz, Câmera e Ação!                                |                               | [ 3 ] |
| 6º        | Mocidade da Raiz          | 172,80    | A Saga dos Joaquins pelo Mundo                                     | Grupo de Acesso B em 2013     | [ 3 ] |

## Grupo de Acesso B
| Colocação | Escola              | Pontuação | Enredo | Classificação ou Rebaixamento | Ref.  |
| --------- | ------------------- | --------- | --- | ----------------------------- | ----- |
| 1º        | Unidos do Coophasa  | 267, 8    | Abençoada pelos Deuses - O Pão Liquido é Cerveja                                                                                               | Grupo de Acesso B em 2013     | [ 3 ] |
| 2º        | Império do Hawaí    | 265,84    | Luara, corpo e alma de um artista |                               | [ 3 ] |
| 3º        | Beija-Flor do Norte | 265,4     | Rosa: Uma Brilhante Mulher |                               | [ 3 ] |
| 4º        | Meninos Levados     | 264,8     | A2 e o prazer dos notívagos |                               | [ 3 ] |
| 5º        | Ipixuna             | 263, 75   | A Ipixuna vem a mais de mil com o Partido Comunista do Brasil em seus noventa anos - 1, 2, 3, 4, 5, 1000, e viva o Partido Comunista do Brasil |                               | [ 3 ] |
| 6º        | Vila da Barra       | 263,03    | Damas do Glamour ao Social | Grupo de Acesso C em 2013     | [ 3 ] |

## Grupo de Acesso C
| Colocação | Escola            | Pontuação | Enredo                                         | Classificação ou Rebaixamento | Ref.  |
| --------- | ----------------- | --------- | ---------------------------------------------- | ----------------------------- | ----- |
| 1º        | Gaviões do Parque |           | "ADFAM" Luta e Conquista Apoteótica Folclórica | Grupo de Acesso B em 2013     | [ 3 ] |
| 2º        | Legião de Bambas  |           | Akayê - O Guerreiro                            |                               | [ 3 ] |

- Também desfilaram as escolas Unidos da Cidade Nova, Leões do Barão Açú e Império do Mauá.